# Sigrid Kressmann-Zschach

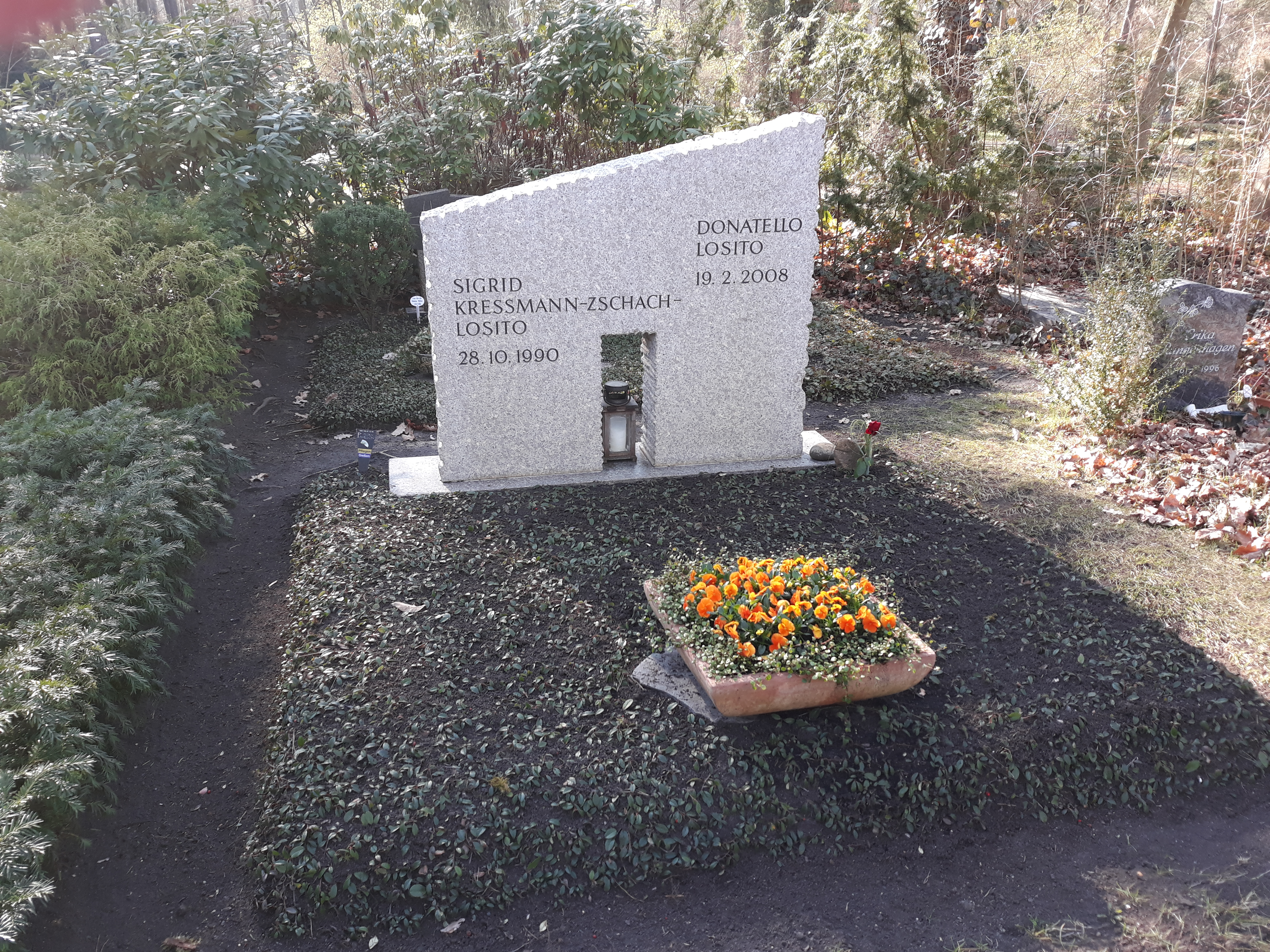
Das Grab von Sigrid Kressmann-Zschach und ihrem dritten Ehemann Donatello Losito auf dem Waldfriedhof Zehlendorf in Berlin.

Sigrid Kressmann-Zschach (* 27. Juli 1929 in Leipzig; † 28. Oktober 1990 in Berlin) war eine deutsche Architektin und Bauunternehmerin. In Berlin entwarf sie das Ku’damm-Karree und den Steglitzer Kreisel.

## Leben

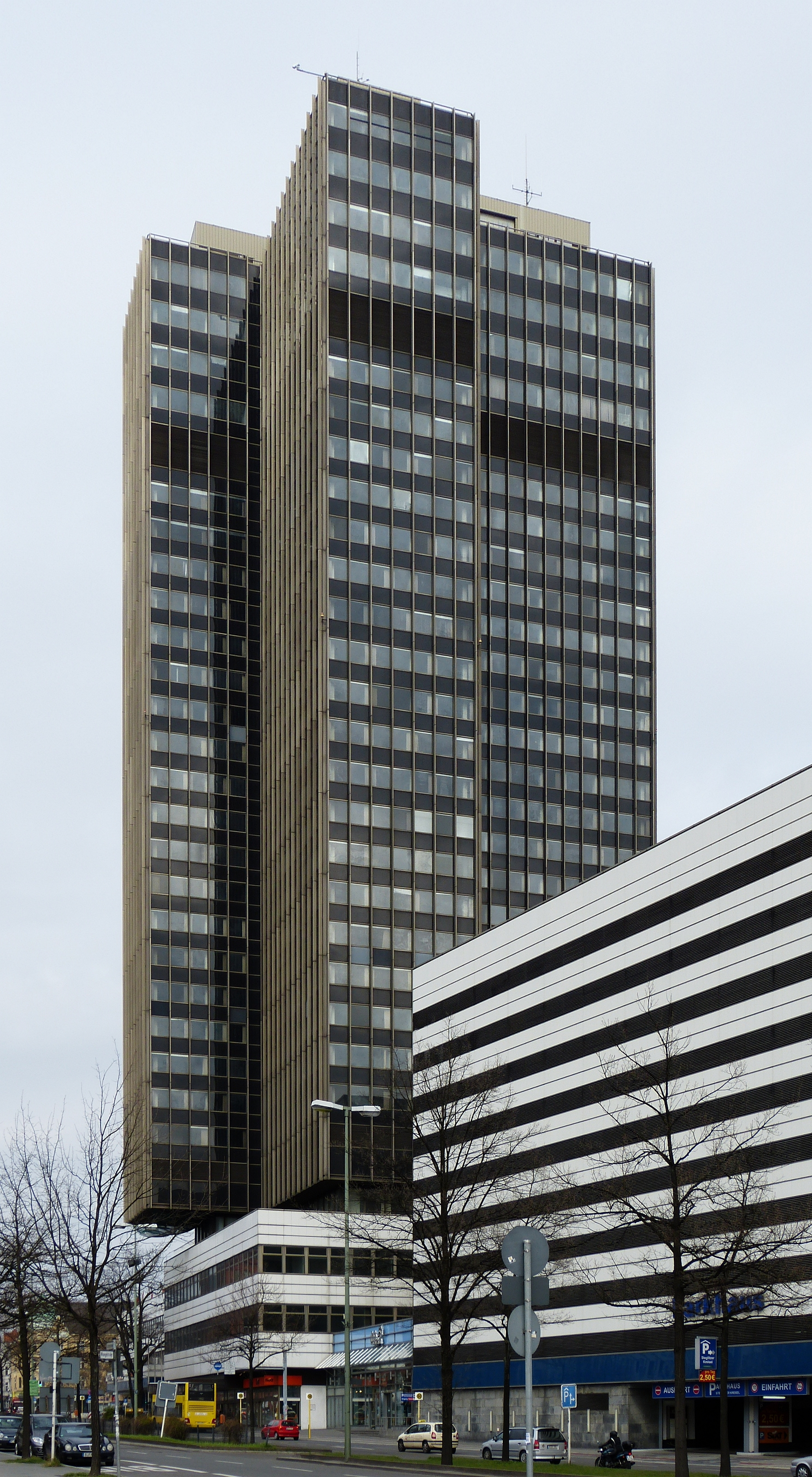
Kressmann-Zschachs größtes Bauvorhaben, der Steglitzer Kreisel

Sie wurde als Tochter des Leipziger Baumeisters Friedrich Zschach geboren, studierte in Dresden Architektur und schloss ein Examen als Diplom-Ingenieur ab. In den 1950er Jahren zog sie nach West-Berlin und arbeitete gemeinsam mit ihrem ersten Ehepartner Peter Postel in einem Architekturbüro. Nach der Scheidung machte sie sich selbständig und nahm wieder ihren Mädchennamen Zschach an.
Nach ihrer Eheschließung mit dem Kreuzberger Bezirksbürgermeister Willy Kressmann (SPD) 1959 wurde sie Teil der Berliner Gesellschaft und verfügte stets als eine der ersten über Informationen zu Bauvorhaben der Berliner Landesregierung. Zwei Jahre später erfolgte die Scheidung. In den kommenden Jahren wurde sie mit rund 300 Mitarbeitern zur erfolgreichsten Bauunternehmerin der Stadt und wurde auch von ihren politischen Gegnern geachtet. Sie bezog eine Villa in der Koenigsallee in Berlin-Grunewald und ein Penthouse in Schöneberg. In der Boulevardpresse machte sie mit wechselnden Society-Liebhabern Schlagzeilen, die sie mit flotten Sprüchen kommentierte: „Männer, Häuser und Geld kann man nie genug haben“.
Verschiedene Berliner Großprojekte waren mit ihrem Namen verknüpft. Im Subzentrum an der Schloßstraße in Steglitz begann sie 1968 bis 1974 mit der Errichtung des Steglitzer Kreisels, einem Einkaufszentrum mit Parkhaus, U- und Busbahnhof sowie einem 27-geschossigen Büroturm. In der Berliner City am Kurfürstendamm baute sie 1969 bis 1974 das Ku’damm-Karree, eine Einkaufspassage mit zwei Theatern (Theater am Kurfürstendamm, Komödie), einem Parkhaus und einem 20-geschossigen Bürogebäude.
1972 geriet Kressmann-Zschachs Bauträgergesellschaft Avalon wegen steigender Baukosten und fehlender Mieter für den Kreisel in finanzielle Schwierigkeiten. 1973 war sie insolvent und musste im April 1974 Konkurs anmelden. Die Berliner Landesregierung haftete für eine Bürgschaft über 42 Millionen DM. Auch das Ku’damm-Karree rechnete sich nicht. Der Berliner Senat erwarb es kurz nach seiner Fertigstellung 1974 für 22,7 Millionen DM. Daraufhin setzte das Abgeordnetenhaus von Berlin einen Untersuchungsausschuss zu den Verwicklungen der Bau- und Finanzverwaltung in die Kreisel-Affäre ein. Dieser stellte eine „fahrlässige Verletzung der Pflicht“ auf Seiten des Bausenators Rolf Schwedler (SPD) fest. Weiterhin wurde der Chef der Oberfinanzdirektion Berlin Klaus Arlt, der Kressmann-Zschach beruflich half und ihr auch privat nahestand, vom Amt suspendiert.
Kressmann-Zschach war in zweiter Ehe von 1959 bis 1962 mit dem Bezirksbürgermeister von Berlin-Kreuzberg Willy Kressmann, in dritter Ehe mit dem Künstler und Kaufmann Donatello Losito (1940–2008) verheiratet und hatte aus erster Ehe eine Tochter. Als förderndes Mitglied des Bauhaus-Archivs, der Freunde der Nationalgalerie, des Kulturkreises Deutsche Industrie sowie des Vereins der Freunde und Förderer des Berlin-Museums, stiftete sie große Teile ihres Vermögens für gemeinnützige Zwecke.
Sigrid Kressmann-Zschach starb 1990 im Alter von 61 Jahren in Berlin. Ihr Grab befindet sich auf dem Waldfriedhof Zehlendorf. Losito errichtete 2008 testamentarisch die Stiftung Losito Kressmann-Zschach Foundation.
Ihre Lebensgeschichte diente als Grundlage für den 2023 erschienenen Roman „Die Architektin“ von Till Raether.

## Werke
- Jerusalemer und Neue Kirche, Lindenstraße, Berlin-Kreuzberg, 1968
- Steglitzer Kreisel, Schloßstraße, Berlin-Steglitz, 1968
- Ku’damm-Karree, Kurfürstendamm, Berlin-Charlottenburg, 1969
- Studentenwohnheim, Potsdamer Straße, Berlin-Tiergarten 1969
- Büro- und Wohnkomplex, Keithstr./Lützowufer/Landgrafenstr./Wichmannstr., Berlin-Tiergarten
- Wohnhaus, Klopstockstraße 34, Berlin-Zehlendorf